# Inkscape
Az Inkscape nyílt forráskódú vektorgrafikus képszerkesztő szoftver. Célja, hogy nagy tudású grafikai eszköz legyen, miközben teljesen betartja az XML, az SVG és a CSS szabványait. Keresztplatformos alkalmazás, amely fut Microsoft Windows, Mac OS X és Unix-szerű operációs rendszereken; jóllehet a fejlesztés elsődlegesen Linux alatt folyik.
A Sodipodi leszármazottja (forkja).

## Története
Lauris Kaplinski litván programozó kezdte el fejleszteni az Inkscape program elődjét, Sodipodi néven. Célja egy illusztrációs program volt, ami az SVG-re, egy webes vektorgrafikus szabványra épül, és Linux alatt használható. 2003-ban egy másik csapat azt a célt tűzte ki, hogy egy korszerű megjelenésű, nagy tudású illusztrációs programot készít a Sodipodi kódjából.
Az Inkscape ingyenesen használható, magyar nyelvű változattal is rendelkező, professzionális szemléletű vektorgrafikai program lett, amely alkalmas iskolai oktatásban való felhasználásra is, kisebb példányszámú grafikai tervek kivitelezésére, vagy webgrafikák készítésére.

## Az Inkscape tulajdonságai
Az Inkscape működésében nagyon hasonlít a CorelDRAW vagy az Adobe Illustrator programokhoz. A nyomdai előkészítés kivételével szinte bármit megoldhatunk az Inkscape-pel is. Előnyös tulajdonságai közül csak néhány:
- Rugalmas rajzobjektum-kezelés. – Bármely síkidom körvonalát, kitöltését, méretét, formáját pillanatok alatt megváltoztathatod. Nem kell radírozni, minden módosítható.
- Bézier-görbék (útvonalak) szerkesztése a legkorszerűbb eszközökkel. – Csúcsos, simított és szimmetrikus csomópontok mellett használ egy olyan csomópontfajtát is, amely végigcsúsztatható az útvonal mentén, mindvégig megtartva az ideális görbületet. Az útvonalak közvetlenül is formázhatóak a nyíl eszközzel, nem csak a csomópontokkal és iránypontokkal.
- Útvonaleffektusok. – Pillanatok alatt alkalmazható burkológörbe, hajlítható az alakzat egy másik útvonallal, minta helyezhető az útvonalra vagy növényi indává, spirállá, fraktállá alakítható az.
- Árnyalási lehetőségek. – Színátmenetek, áttetszőség, elmosás a realisztikus megjelenítésért.
- Körülvágás és maszkolás. – Képek vágóformába helyezése.
- Szövegek görbére illesztése. – Pl. körpecsét vagy logó létrehozásához.
- Folyamatábrák készítése.
- CAD-szoftvereket megközelítő pontosságot segítő eszközök.
- Egyedülálló útvonalkövető, bitképekből vektorgrafikát készítő eljárás.
- Rétegkezelés.
- Bitképes és vektoros szűrők, effektusok, kiterjesztések.
- Sokféle kimeneti és bemeneti formátum.
- PDF-olvasás és -mentés.
- PNG export webszerkesztő programokba.

## Felhasználási területei
- Logók, piktogramok, ikonok tervezése.
- Webgrafikák: vezérlőelemek, felhasználói felületek, ábrák és illusztrációk vektoros vagy pixeles kimenethez.
- Kis példányszámú arculati elemek és reklámanyagok otthoni vagy gyorsnyomdai kivitelezésre: névjegy, levélpapír, prospektus, szórólap, plakát.
- Betűtervezés, figuraterv rajzfilmhez, meseillusztrációhoz.
- Technikai illusztrációk: folyamatábra, tervrajz.
- Grafikonok és infografikák egyedi kinézettel.
- Képregények, storyboardok.
- Dekorációs anyagok, táblák.
- Naptárak, órarendek, csomagolóanyagok tervezése.
- Póló, kitűző, matrica.